# Dallas Open 2022
Giải quần vợt Dallas Mở rộng 2022 là một giải quần vợt nam thi đấu trên mặt sân cứng trong nhà. Đây là lần thứ 1 Giải quần vợt Dallas Mở rộng được tổ chức, và là một phần của ATP Tour 250 trong ATP Tour 2022. Giải đấu diễn ra tại Styslinger/Altec Tennis Complex ở Dallas, Hoa Kỳ, từ ngày 7 đến ngày 13 tháng 2 năm 2022. ATP Tour lần đầu tiên trở lại Dallas sau gần 40 năm, với giải đấu thay thế Giải quần vợt New York Mở rộng.

## Điểm và tiền thưởng

### Phân phối điểm
| Sự kiện | VĐ  | CK  | BK | TK | Vòng 1/16 | Vòng 1/32 | Q  | Q2 | Q1 |
| Đơn     | 250 | 150 | 90 | 45 | 20        | 0         | 12 | 6  | 0  |
| Đôi     | 250 | 150 | 90 | 45 | 0         | —         | —  | —  | —  |

### Tiền thưởng
| Sự kiện | VĐ       | CK      | BK      | TK      | Vòng 1/16 | Vòng 1/32 | Q2     | Q1     |
| Đơn     | $107,770 | $62,865 | $36,960 | $21,415 | $12,435   | $7,600    | $3,800 | $2,070 |
| Đôi*    | $37,440  | $20,040 | $11,740 | $6,560  | $3,870    | —         | —      | —      |

*mỗi đội

## Nội dung đơn

### Hạt giống
| Quốc gia | Tay vợt           | Xếp hạng1 | Hạt giống |
| -------- | ----------------- | --------- | --------- |
| USA      | Taylor Fritz      | 20        | 1         |
| USA      | Reilly Opelka     | 24        | 2         |
| USA      | John Isner        | 28        | 3         |
| USA      | Jenson Brooksby   | 57        | 4         |
| FRA      | Adrian Mannarino  | 58        | 5         |
| USA      | Maxime Cressy     | 59        | 6         |
| USA      | Marcos Giron      | 70        | 7         |
| USA      | Brandon Nakashima | 71        | 8         |

- 1 Bảng xếp hạng vào ngày 31 tháng 1 năm 2022.

### Vận động viên khác
Đặc cách:
- Caleb Chakravarthi
- Mitchell Krueger
- Jack Sock

Vượt qua vòng loại:
- Liam Broady
- Vasek Pospisil
- Jurij Rodionov
- Cedrik-Marcel Stebe

### Rút lui
Trước giải đấu
- Grigor Dimitrov → thay thế bởi  Feliciano López
- James Duckworth → thay thế bởi  Yoshihito Nishioka
- Kei Nishikori → thay thế bởi  Oscar Otte
- Tommy Paul → thay thế bởi  Kevin Anderson

## Nội dung đôi

### Hạt giống
| Quốc gia | Tay vợt              | Quốc gia | Tay vợt              | Xếp hạng1 | Hạt giống |
| -------- | -------------------- | -------- | -------------------- | --------- | --------- |
| ESA      | Marcelo Arévalo      | NED      | Jean-Julien Rojer    | 66        | 1         |
| USA      | Austin Krajicek      | MON      | Hugo Nys             | 96        | 2         |
| KAZ      | Aleksandr Nedovyesov | PAK      | Aisam-ul-Haq Qureshi | 109       | 3         |
| AUS      | Luke Saville         | AUS      | John-Patrick Smith   | 122       | 4         |

- 1 Bảng xếp hạng vào ngày 31 tháng 1 năm 2022.

### Vận động viên khác
Đặc cách:
- John Isner /  Jack Sock
- Adam Neff /  Ivan Thamma

### Rút lui
Trước giải đấu
- Grigor Dimitrov /  John Isner → thay thế bởi  Hans Hach Verdugo /  Miguel Ángel Reyes-Varela
- Nicholas Monroe /  Tommy Paul → thay thế bởi  Denis Kudla /  Brayden Schnur
- Szymon Walków /  Jan Zieliński → thay thế bởi  Evan King /  Alex Lawson

## Nhà vô địch

### Đơn
- Reilly Opelka đánh bại  Jenson Brooksby, 7–6(7–5), 7–6(7–3)

### Đôi
- Marcelo Arévalo /  Jean-Julien Rojer đánh bại  Lloyd Glasspool /  Harri Heliövaara, 7–6(7–4), 6–4